# Denaturazione del DNA
La denaturazione del DNA, detta anche DNA melting (melting=fusione), è il processo per cui l'acido desossiribonucleico a doppio filamento (dsDNA double-stranded DNA) si svolge e si separa in due filamenti singoli (ssDNA single-stranded DNA) rompendo i legami idrogeno tra le basi appaiate. Entrambi i termini “melting” e “denaturazione” sono usati per indicare il processo che avviene sottoponendo il materiale genetico al calore, mentre si usa “denaturazione” per indicare la separazione dei filamenti dovuta all'uso di reagenti chimici come l'urea. Quando abbiamo diverse copie di molecole di dsDNA la Temperatura di melting (Tm) è definita come la temperatura media a cui viene denaturato un determinato filamento di DNA. Abbassando nuovamente la temperatura, i due filamenti si riuniranno tornando nella forma in cui erano in origine, per questo si dice che il processo è reversibile. La temperatura di melting dipende sia dalla lunghezza totale della molecola di DNA, sia dalla specifica sequenza dei nucleotidi.

## Applicazioni della denaturazione del DNA
Questo processo può essere utilizzato per analizzare taluni aspetti del DNA. Poiché l'appaiamento citosina/guanina è più forte di quello adenina/timina, la quantità di CG in un genoma può essere stimata misurando la temperatura di melting di tale genoma (risulterà più alta, a parità di lunghezza, in quei DNA dove CG siano abbondanti).
Inoltre il processo di melting è fondamentale nelle tecniche di biologia molecolare, tra cui la diffusissima PCR (reazione a catena della polimerasi).

## Metodi per determinare la Tm
Varie formule vengono usate per stimare i valori di Tm. Alcune formule sono più accurate di altre nel predire la temperatura di melting dei duplex di DNA.

### Metodo di Wallace
Il Metodo Wallace è il più veloce, e meno accurato, metodo utilizzabile per gli oligonucleotidi di lunghezza inferiore a 18 coppie di basi. Si attua contando la frequenza di ciascun tipo di nucleotide (A, T, C o G). Il fondamento di questo metodo è che gli appaiamenti citosina-guanina sono composti da tre legami idrogeno, mentre gli appaiamenti adenina-timina solo da due, dunque le coppie CG contribuiscono di più alla stabilità della doppia elica.
{\displaystyle T_{m}=2(A+T)+4(G+C)}

### Metodo Nearest-neighbor
Il Metodo Nearest-neighbor ("vicino più prossimo") è decisamente il più accurato per predire la temperatura di melting dei dsDNA. Sebbene il contenuto di CG giochi un ruolo preponderante nell'energia di ibridazione dei dsDNA, l'interazione tra le basi viciniori lungo l'elica forniscono una notevole energia di embricazione. Il modello Nearest-neighbor, per tener conto di ciò, considera le basi adiacenti lungo l'elica a due a due. Ciascuna di queste ha dei parametri entalpici ed entropici, la somma dei quali determina la Tm secondo la seguente equazione:
{\displaystyle T_{\mathrm {m} }={\frac {\Delta H}{\Delta S+R\ln \left(C_{1}-{\frac {C_{2}}{2}}\right)}}-273.15\ ^{\circ }\mathrm {C} }
dove
{\displaystyle \Delta H} è l'entalpia standard e {\displaystyle \Delta S} è l'entropia standard per la formazione di duplex da due singoli filamenti,
{\displaystyle C_{1}} è la concentrazione iniziale del filamento singolo che è in eccesso (di norma le sonde o i primer),
{\displaystyle C_{2}} è la concentrazione iniziale del filamento singolo in difetto (di norma il DNA target),
{\displaystyle R} è la costante universale dei gas {\displaystyle \left(1.987\mathrm {\frac {cal}{mol\cdot K}} \right)}.
Entalpia ed entropia standard sono negative per la reazione di annealing e sono assunte come temperature indipendenti. Se {\displaystyle C_{1}\gg C_{2}} allora {\displaystyle C_{2}}  può essere trascurato.
Tavola 1. Parametri unificati di Nearest-neighbor per duplex DNA/DNA.  Si noti che i valori di {\displaystyle \Delta H} sono dati in kilocalorie per mole, mentre i valori di {\displaystyle \Delta S} sono dati in calorie per mole per kelvin.
| Sequenza Nearest-neighbor (5'-3'/5'-3') | {\displaystyle \Delta H} kcal/mol | {\displaystyle \Delta S} cal/(mol·K) |
| --------------------------------------- | --------------------------------- | ------------------------------------ |
| AA/TT                                   | -7.9                              | -22.2                                |
| AG/CT                                   | -7.8                              | -21.0                                |
| AT/AT                                   | -7.2                              | -20.4                                |
| AC/GT                                   | -8.4                              | -22.4                                |
| GA/TC                                   | -8.2                              | -22.2                                |
| GG/CC                                   | -8.0                              | -19.9                                |
| GC/GC                                   | -9.8                              | -24.4                                |
| TA/TA                                   | -7.2                              | -21.3                                |
| TG/CA                                   | -8.5                              | -22.7                                |
| CG/CG                                   | -10.6                             | -27.2                                |
| Coppia di basi A-T terminale            | 2.3                               | 4.1                                  |
| Coppia di basi G-C terminale            | 0.1                               | -2.8                                 |